# Stargazing (EP)
"Stargazing" là đĩa mở rộng (EP) của DJ người Na Uy Kygo. EP được phát hành thông qua Sony Music và Ultra Music vào ngày 22 tháng 9 năm 2017.

## Bối cảnh
Vào ngày 18 tháng 8 năm 2017, Kygo lần đầu biểu diễn bài hát chủ đề tại Jugendfest 2017, và đăng hai đoạn clip ngắn từ buổi diễn lên Instagram Stories. Vào ngày 1 tháng 9 năm 2017, anh biểu diễn bài hát với giọng hát trực tiếp của Jesso tại Encore Beach Club ở Las Vegas. Ngày 6 tháng 9 năm 2017, Kygo hé lộ trên Instagram rằng "sắp có bài hát mới". Anh chính thức giới thiệu ngày phát hành và ảnh bìa của EP vào ngày 18 tháng 9 năm 2017.

## Danh sách bài hát
Tất cả các ca khúc được viết bởi Kygo.
| Tải kỹ thuật số  | Tải kỹ thuật số                           | Tải kỹ thuật số                                            | Tải kỹ thuật số                                | Tải kỹ thuật số |
| STT              | Nhan đề                                   | Sáng tác                                                   | Sản xuất                                       | Thời lượng      |
| ---------------- | ----------------------------------------- | ---------------------------------------------------------- | ---------------------------------------------- | --------------- |
| 1.               | "Stargazing" (hợp tác với Justin Jesso)   | Jesso Jamie Hartman Stuart Crichton                        | Kygo                                           | 3:45            |
| 2.               | "It Ain't Me" (với Selena Gomez)          | Gomez Brian Lee Andrew Watt Ali Tamposi                    | Kygo Watt                                      | 3:40            |
| 3.               | "First Time" (với Ellie Goulding)         | Alexsej Vlasenko Jonas Kalisch Jeremy Chacon Henrik Meinke | Kygo Hitimpulse                                | 3:14            |
| 4.               | "This Town" (hợp tác với Sasha Sloan)     | Sloan Noonie Bao                                           | Kygo                                           | 3:22            |
| 5.               | "You're the Best Thing About Me" (với U2) | Bono The Edge Adam Clayton Larry Mullen Jr.                | Jacknife Lee Steve Lillywhite Ryan Tedder Kygo | 4:18            |
| Tổng thời lượng: | Tổng thời lượng:                          | Tổng thời lượng:                                           | Tổng thời lượng:                               | 18:19           |